# Maurice Auslander
Maurice Auslander (Brooklyn, 3 de agosto de 1926 — Trondheim, 18 de novembro de 1994) foi um matemático estadunidense.
Trabalhou com álgebra comutativa e álgebra homológica. Provou o teorema de Auslander–Buchsbaum, que anéis locais regulares são fatoriais, a fórmula de Auslander–Buchsbaum, e introduziu a teoria de Auslander–Reiten e a álgebra de Auslander.
Auslander obteve o Ph.D. em 1954 na Universidade Columbia. Foi professor na Universidade Brandeis, de 1957 até morrer em Trondheim, Noruega, com 68 anos de idade. Foi eleito fellow da Academia de Artes e Ciências dos Estados Unidos em 1971.